# شيخ احمد (آذغان)
شیخ احمد (بالفارسية: شیخ‌احمد) هي منطقة سكنية تقع في إيران في قسم آذغان الریفي. يقدر عدد سكانها بـ 52 نسمة .